# Tubb 2000
Tubb 2000 còn được biết với tên T2K là loại súng trường được thiết kế bởi Rock McMillan, người đã giành 11 giải vô địch bắn súng trường quốc gia cự ly xa của Hoa Kỳ. McMillan đã thiết kế loại súng này để tự chế ra một loại súng giải quyết các vấn đề mà ông gặp phải với các khẩu súng trường khác mà ông đã sử dụng, kết hợp giữa hai thiết kế đầy đặn truyền thống và dạng khung để tạo ra súng có dạng ống một trục duy nhất để có thể bắn chính xác và gọn nhẹ hơn. Súng sau đó được chế tạo bởi công ty McMillan Brothers Rifle với số lượng nhỏ để bán cho các xạ thủ dùng trong thể thao cũng như xuất khẩu.

## Thiết kế
Tubb 2000 sử dụng cơ chế thoi nạp đạn trượt và xoay với hai móc lớn cố định viên đạn, lên đạn bằng tay. Súng có thiết kế khá thú vị là nếu nhìn sơ từ đầu nòng đến đuôi báng súng có thể nghĩ đó là một ống đồng nhất với một trục duy nhất chạy từ trên xuống dưới. Quá trình chuyển động của thoi nạp đạn được tối thiểu hóa, đây là điểm nhấn của loại súng này với thoi nạp đạn khá cao giúp hộp đạn có thể được gắn cao hơn để tiện cho việc đẩy viên đạn vào nòng tránh việc mũi đạn cạ vào thành súng. Khi lên đạn thoi nạp đạn có thể chuyển động vào trong phần báng súng phía sau ngay phía dưới mặt xạ thủ, việc này giúp xạ thủ không phải nhích đầu ra chỗ khác để tránh thoi nạp đạn khi kéo nó ra phía sau và phải nhắm lại sau đó vì khi di chuyển đường nhắm đã mất. Súng có trọng tâm thấp để người sử dụng có cảm giác thoải mái hơn khi sử dụng cũng như để giảm giật.
Thân và nòng súng được làm bằng thép không gỉ. Nòng súng có thể thay dễ dàng để có thể sử dụng được các loại đạn khác nhau. Các bộ phận khác của súng như cò, báng súng cùng một số chi tiết khác làm bằng hợp kim nhôm.
Hệ thống nhắm cơ bản của súng là điểm ruồi được thiết kế riêng và có thanh răng để gắn các hệ thống nhắm khác. Báng súng thiết kế khá lạ có thể điều chỉnh chiều dài và chiều cao cũng như thay đổi luôn góc bám vào súng để phù hợp với các tư thế của xạ thủ. Và báng súng có các dấu hiển thị các vị trí mà người sử dụng nó thấy thoải mái nhất để đánh dấu điều chỉnh lại giống như thế cho những lần bắn sau đó.